# Volo Turkish Airlines 301
Il disastro del volo Turkish Airlines 301 si verificò il 26 gennaio 1974 quando un Fokker F28-1000 Fellowship della Turkish Airlines di nome Van, numero di registrazione TC-JAO e usato per un volo interno in Turchia dall'aeroporto di Izmir Cumaovasi (IZM) all'aeroporto di Istanbul Yesilköy (IST/LTBA), stallò poco dopo il decollo a causa della rotazione eccessiva e del ghiaccio sulle ali, si schiantò e prese fuoco.

## L'equipaggio e i passeggeri
L'aereo aveva cinque membri d'equipaggio e 68 passeggeri a bordo. Quattro dei primi e 62 dei secondi morirono nell'incidente. Soltanto un membro dell'equipaggio e sei passeggeri sono sopravvissuti.

## L'aereo
Il velivolo, un Fokker F28-1000 con due motori a reazione turboreattori Rolls-Royce RB183-2 "Spey" Mk555-15, era stato costruito dalla Fokker ed identificato con il numero di matricola del produttore 11057. Compì il suo primo volo il 5 settembre 1972 e fu consegnato alla Turkish il 13 gennaio 1973.

## L'incidente
Intorno alle 7:30 ora locale (5:30 UTC), l'aereo decollò dalla pista 35. Ad un'altezza di 8-10 metri, improvvisamente imbardò a sinistra e picchiò con il muso verso il basso. Il Fokker F28 cadde al suolo, colpì un canale di scolo, scivolò e si distrusse prendendo fuoco. Ciò derivava da un evidente errore del pilota nel decidere di partire nonostante l'accumulo di ghiaccio sulle ali e sullo stabilizzatore verticale, rendendo l'incidente inevitabile.
All'epoca era il peggior incidente di un Fokker F28 e il secondo peggior incidente avvenuto in Turchia.